# بارتون، کمبریج‌شر
بارتون، کمبریج‌شر (به انگلیسی: Barton, Cambridgeshire) یک روستا و محله مدنی در بریتانیا است که در ساوت کمبریج‌شر واقع شده‌است. بارتون ۸۴۶ نفر جمعیت دارد.